# کاپل-آفه‌زات
کاپل-آفه‌زات (به هلندی: Kapel-Avezaath) یک منطقهٔ مسکونی در هلند است که در تیل واقع شده‌است. کاپل-آفه‌زات ۰٫۸۲ کیلومتر مربع مساحت و ۴۶۰ نفر جمعیت دارد.